# Регионална географија
Регионална географија је део опште географије која комплексно проучава индивидуалне територије на Земљи - континенте, државе и њихове делове - регије. Она објашњава како се на одређеном простору испуњавају закономерности друштвених и природних одлика и на одговарајући начин их повезује у складну целину.
У нашој географији се може условно поделити на:
- Географија северне хемисфере (Европа, Азија, Северна Америка и Средња Америка)
- Географија јужне хемисфере (Јужна Америка, Африка, Аустралија и Океанија)
- Регије Србије